# テレビ番組

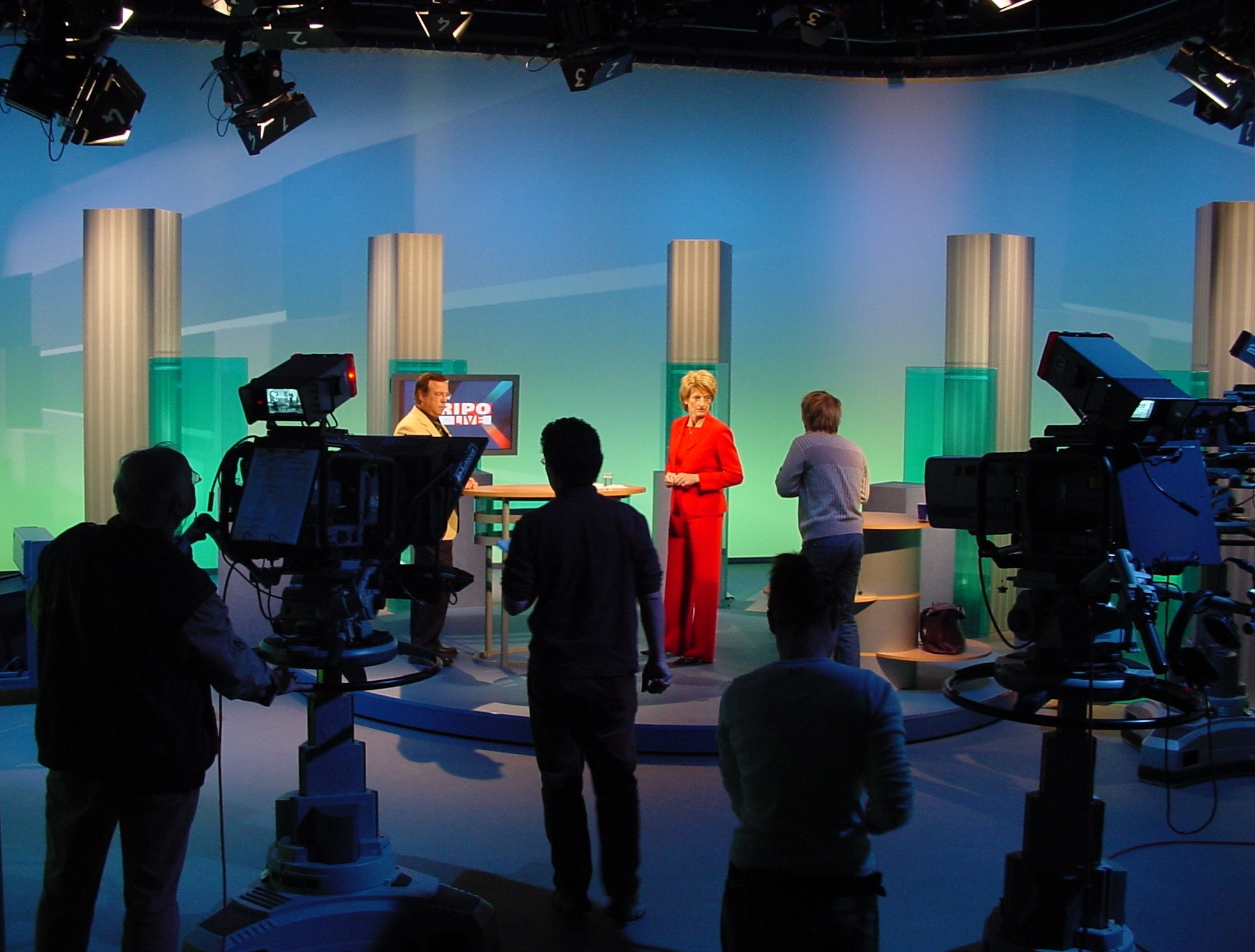
生放送テレビ番組のセットとカメラ

テレビ番組（テレビばんぐみ）は、テレビジョン放送によって送られるコンテンツ（番組）の総称のことである。テレビ番組の内容はきわめて多岐にわたり、また、放送局の性格によっても異なる。地上波放送は総合編成、衛星放送は専門店型編成（専門チャンネル）が一般に見られる。
具体的なテレビ番組の名称については、テレビ番組一覧を参照のこと。

## テレビ番組の分類

### 放送法によるテレビ番組分類
放送法5条では、「放送番組の種別」は「教養番組、教育番組、報道番組、娯楽番組等」としている。また106条では、各放送事業者において、各種別の「相互の間の調和」が義務付けられている。
そして、法107条では、各テレビ局は「放送番組の種別の基準」を定めて公表することが義務付けられている。日本放送協会（NHK）では「等」を除いた各4種、民間放送テレビ各局では4種に「通信販売」と「その他」を加えた6種（例→）を公表のための分類目安としている。
なお、教養番組と教育番組については法2条に内容の定義があるが、報道番組と娯楽番組についての定義はなく、この「放送番組の種別の基準」の自主公表に委ねられている。
この公表では、1つの番組が上記4種ないし6種のいずれか複数を兼ねている場合が通例である。2020年4月期の日本テレビを例に取ると、『ZIP!』『情報ライブ ミヤネ屋』は娯楽・報道・教養・教育のいずれの種別にも属する番組として、『それいけ!アンパンマン』は娯楽・教養に属する番組としてそれぞれ公表されている。

### その他のテレビ番組分類
上記の放送法に基づく種別公表や、視聴率調査のための分類（後述）など、テレビ番組の分類項目の設定は重要な事業として行われている。
それらの分類は、あらかじめ項目を決めてから全番組をいずれかに分けるような方法をとるのではなく、いくつかの似た複合的性質をもった番組を、一つの種別としてカテゴライズするようにして行われる場合がある。結果、よく似た構成の番組が複数の分類にまたがって属したり、分類する者によって分類先が異なったりする。
たとえば、タレントが教科書から出る試験問題をクイズとして解くという内容の番組がある場合、それは細分的にはクイズ番組であるが、上記の法的に義務づけられた分類種別公表の場合は「クイズ」という主要構成に注目して「教養番組」と分類する場合も考えうるし、出演者である「タレント」に注目して「バラエティ番組＝娯楽番組」と分類する場合も考えうるし、「教科書から出る試験問題」に注目して放送対象を重視し、青少年向け「教育番組」と分類する場合も考えうる。
また、これまでに設定された項目のどれにも属さない番組が生まれた場合でも、項目の増加や拡大は、統計に困難をきたすために行えないことから、結果としてしっくりこない場所に分類されることもある。
- かつて、日本民間放送連盟放送基準では、番組種別をニュース番組、政治番組、社会公共番組、宗教番組、児童向け番組、教育番組、娯楽番組に細分し、各局は放送番組種別公表のために、これを準用していた[5]。のちに改正され、この条文はなくなっている。
- デジタル放送規格では、番組種別を含む番組情報をつけて放送できる。これはEPG上で確認可能である。規格では、番組は「ニュース／報道」「スポーツ」「情報／ワイドショー」「ドラマ」「音楽」「バラエティ」「映画」「アニメ／特撮」「ドキュメンタリー／教養」「劇場／公演」「趣味／教育」「福祉」および「その他」の大分類がなされ、さらに各大分類内で最大16種類の中分類に分かれる。
- 視聴率調査を行う株式会社ビデオリサーチでは、番組を「報道」「教育・教養・実用」「音楽」「ドラマ」「アニメ」「映画」「スポーツ」「その他の娯楽番組」に分類している。種目別視聴率ベスト10などはこの分類によって行われる。

## テレビ番組の種別

### 放送内容による分類

#### 教養番組
- 宗教番組
- 法律番組
- 環境番組
- 生活情報番組
  - 料理番組
- 紀行番組／旅番組
  - グルメ番組
- 人生相談番組

#### 教育番組
NHK教育テレビジョンの番組に代表される、あらゆる世代向けの教育をおこなう番組。
- 幼児・未就学児童向け番組（幼稚園・保育所向け番組）
- 学校放送番組
- 通信講座番組
- 語学番組

#### 報道番組
全国向けのものと、地域向けのものがある。多くのテレビ局ではニュース番組を報道局が制作する。映像で即時的に情報を伝えるテレビの特性から、しばしばニュースの現場からの中継放送が行われる。
- ストレートニュース
  - スポットニュース
- ニュースショー - 事実の報道に加え、ニュースキャスターやゲスト出演者によるコメントが行われる。
- 天気予報
- 交通情報
- 国会中継
- 政見放送
- 報道特別番組

##### 情報番組
- 地域情報番組
- プレイガイド情報番組
- 番宣番組
- 自己批評番組
- 政府広報番組
- 各自治体の行政広報番組

#### 娯楽番組
- スポーツ番組
  - スポーツ中継
- 映画番組  - 国内外の劇映画を放送する番組。番組本編の冒頭や最後に映画評論家などの司会者兼解説者が出演する場合もある。日本で海外の映画を放送する場合は音声多重放送による二ヶ国語放送を実施し、主音声では声優による日本語吹き替え版、副音声で原語版を放送するのが一般的である。
- テレビドラマ
- テレビ映画
  - テレビ時代劇
  - 海外ドラマ
- 音楽番組
  - カウントダウン番組
  - カラオケ番組 - ビデオリサーチではバラエティ扱い。
- トーク番組 - ビデオリサーチではバラエティ扱い。
  - 討論番組
- テレビアニメ
- お笑い番組 - ビデオリサーチではバラエティ扱い。
  - 演芸番組
  - コント番組
  - ものまね番組
  - ドッキリ番組 - ビデオリサーチではバラエティ扱い。
- ゲーム番組
- お色気番組
- リアリティ番組

#### 複合的な内容を持つ番組
- ドキュメンタリー番組 -  教養・教育番組の要素を持つ場合と、報道番組の要素を持つ場合がある。後者の場合、あるニュースについて速報性よりも掘り下げた取材を重んじる。
  - ドキュメンタリードラマ
- スポーツニュース
- ワイドショー
- ランキング番組
- バラエティ番組 - バラエティとはあらゆる要素の複合の意味。
  - クイズ番組 - 最近[いつ?]では高い教養を問う番組と、珍回答を示すことで笑いを誘うことを目的とした番組に二極分化しつつある。
  - ドキュメントバラエティ
  - 恋愛バラエティ番組
- テレビショッピング

### 放送対象による分類

#### 児童向け番組
- 児童向けドラマ
  - 特撮番組
- 児童向け報道番組 - ニュースを子供にわかりやすく説明する番組。大人にも有用。NHKの『週刊こどもニュース』や北陸朝日放送の『KIDS NEWS』などがあったが、現在は放送されていない。

### 放送方法・編成による分類
- 生放送番組
- 収録番組
- 再放送番組
- 全国ネット番組
- ローカル番組／自社制作番組
- 帯番組
- コンプレックス番組
- 特別番組
  - 代替番組
  - 年越し番組
- インフォマーシャル
- フィラー番組
- ガイド枠

### 放送時間の長さによる分類
- ミニ番組
- ワイド番組
  - ローカルワイド番組
- スローテレビ

### 放送時刻による分類
- 朝の情報番組
- 夕方ワイド番組
- 深夜番組

### その他の分類
- 視聴者参加型番組
  - 公開放送
  - ゴングショー
  - 双方向番組
- チャリティ番組

## 日本の地上波での民放テレビ番組の地域格差の諸問題
1950年代前半に日本で民放テレビ放送を開始するとともに、各地で次第に地方局の相次ぐ開局、特に平成新局の開局ラッシュにより、放送対象地域も拡大されるようになったが、今なお「地上波の民放」による完全な「民放テレビ番組」としての全国（同時）放送は実現していない。これは公共放送であるNHKが放送法により日本全国をくまなくカバーすることが義務付けられているのに対し、民放各局では全47都道府県を完全にカバーするネットワークが構築できていないためだ。
また、2000年に各キー局の子会社で個別にBSデジタル放送局（BS日テレ、BS朝日、BS-TBS、BSジャパン、BSフジ）が開局したことで、地上波では不可能な「民放テレビ番組の全国放送」も可能と期待されていたにもかかわらず、BSデジタル放送において著作権管理団体（日本音楽事業者協会・日本音楽著作権協会（JASRAC）など）との権利処理などの理由から、各系列とも「地上波/BSとの遅れネット」を行っている番組しかないのが現状だ。
それを裏付けるかのように、日本テレビのアニメや各コンテンツ事業を統括する、元アナウンサーの船越雅史は「テレビ局にとっての最強のコンテンツは、地上波放送の番組」と発言している。

### テレビ東京系列
キー局の中でも特にテレビ東京は系列局がテレビ東京を含めて6局のみと他系列に比べて圧倒的に少なく（4大ネットワークで最も少ないテレビ朝日系列でも計24局と、その差は4倍）、大都市圏と地方間における「地上波の格差」を拡大する要因の1つとなっている。「系列局がない地域」の地方局や、中京・関西圏（両地域はいずれも系列局が県域放送のため、広域圏全域をカバーできない）の独立局向けに番販ネットしたり、一部の番組をBSテレビ東京で放送させるケースもあるが、それも一部に留まっている。また番組によっては一部系列局のみの放送に留まっているものも少なくない。
2007年に大阪府域局であるテレビ大阪の京都府・兵庫県全域への放送エリア拡大や、宮城県・静岡県・広島県への系列局開局構想を当時の社長が発表したが、その後具体的な進展はない。

## テレビ番組の存在意義
毎日放送（MBS）の東京支社テレビ編成部に所属し、現在は同局のテレビアニメなどを担当する丸山博雄は、「テレビ番組は受動的なメディア」「テレビは偶発性を帯びた媒体」と評した上で、「偶然見た番組が視聴者を魅了する可能性を秘めている」「テレビで連続放送する事で「出会い」の機会を作り出す」と語り、能動的に視聴する傾向が強いインターネット番組との大きな違いを主張している。